# 馬修·哈丁
馬修·哈丁（全稱马修·查尔斯·哈丁；1953年12月26日—1996年10月22日）是英国商人、車路士前副主席、新工党的前主要金主。

## 早年
哈丁生於萨塞克斯郡海沃茲希斯，其父為保險界高層保羅·哈丁。1964年哈丁入讀泰晤士河畔的阿賓頓學校，1971年畢業。哈丁亦是網球隊成員。
縱使哈丁喜愛校內的運動校隊，但他對於校內的風氣則有所不滿。不過他仍然曾經回校分享自己的成功經歷，不幸的是分享會後數星期便身亡。

## 职业生涯
他离校後到了伦敦。透過其父和泰德·本菲尔德的友好關係，哈丁加入了保险经纪公司Benfield，Lovick & Rees。从入公司開始泡茶，到擔任董事，保险行业成為他致富的關鍵。到了1980年，他已经获得了公司32%的股份，成为英国最富有的100个人之一。

## 車路士球會

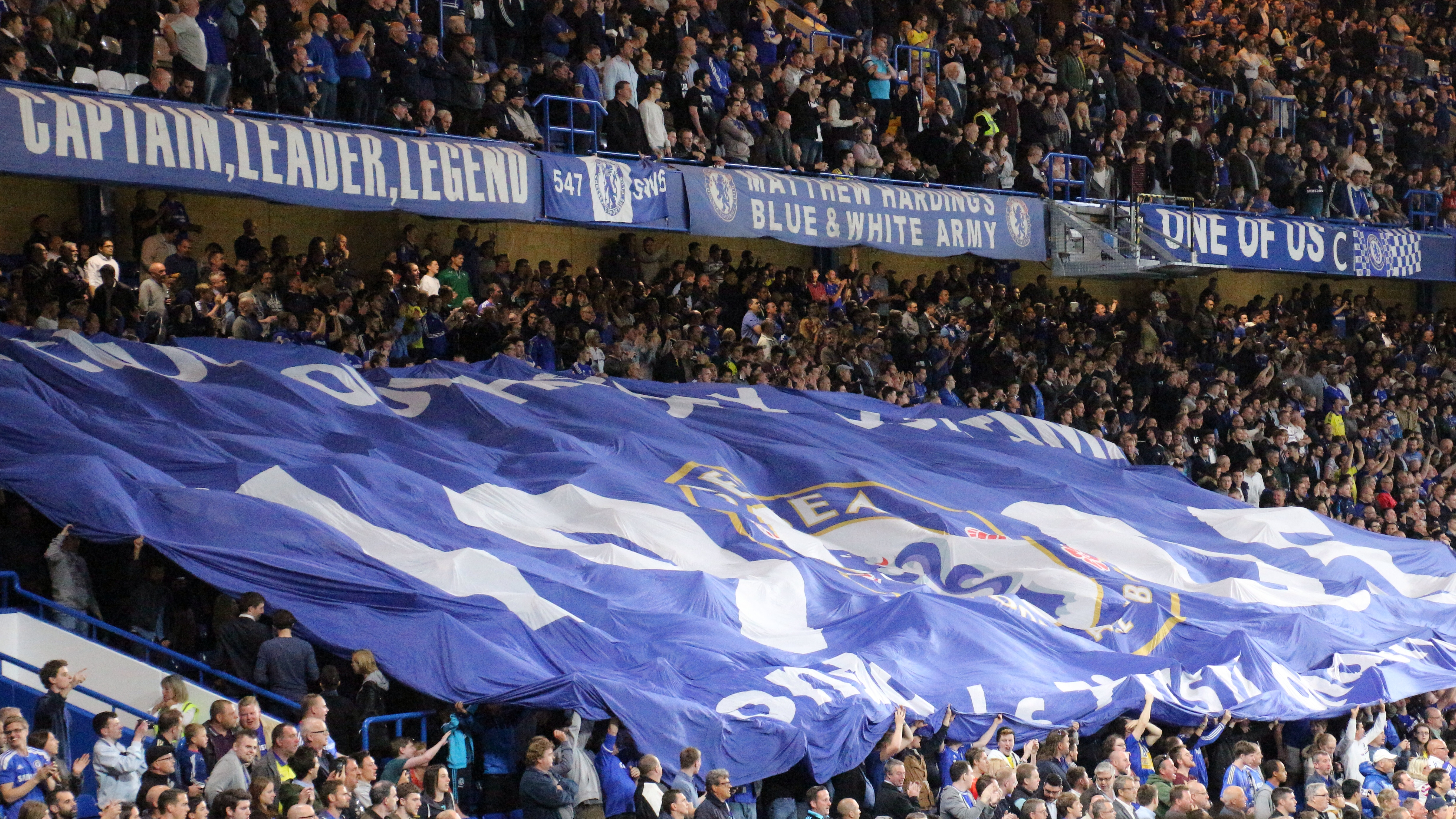
2014年，在斯坦福桥的 Tifo 为哈丁致敬。 上面写着"马修·哈丁的蓝白军团"

作为車路士的忠实球迷，哈丁在1993年呼應車路士主席肯·贝茨的號召，在足球會投资了2650万英镑。為此車路士将斯坦福桥的一个看台命名为「马修·哈丁臺」。
后来贝茨在哈丁死後一年就改口，形容他是一個「邪恶的人」。

## 去世和遗产
1996年10月，哈丁所乘搭的直升機墜毀，終年42岁。当晚他与飞行员和记者约翰·鲍尔迪在内的三名乘客乘搭松鼠二型直升機從博尔顿離開。飛行時天气恶劣，不久後在柴郡米德尔威奇墜毀。英国航空事故调查局发现，飞行员没有足夠的经验或资格，在天氣惡劣的情況下安全使用仪器。
两个遗嘱执行人－马克·基利克和玛格丽特·纽金特將會負責分配哈丁的兩億英鎊遺產。他们的指示是包括由他的妻子路德为他的双胞胎儿子和女友 Vicky Jaramillo 为他的女儿 Ella 准备的，其女友的女儿杰西卡也包括在遺囑內。1988年，哈丁成功收購本菲尔德集团 (Benfield Group) 的管理層，因此集團的股东也将从中受益。当时的英格兰足球教练格伦·霍德尔和一位名叫格兰特·戴维斯的伦敦的士司机在場見證遺囑的簽署。

## 私人生活
哈丁的儿子帕特里克 · 哈丁现在是一名半职业运动员並在伯吉斯山城球會踢球。

## 资料来源
- 《马修·哈丁：追求梦想》作者－Alyson Rudd，主流出版社（1997年10月16日）ISBN 1-85158-957-0
- 《A Question of Honour》作者－利维勋爵西蒙、舒斯特（2008年5月12日）ISBN 1-84737-315-1